# دراغونز دوغما 2
دراغونز دوغما 2 (بالإنجليزية: Dragon's Dogma 2)، هي لعبة أكشن تقمص الأدوار، تم تطويرها ونشرها من طرف شركة كابكوم، اللعبة أعلن عنها في 2022، وأصدرت في الأسواق العالمية يوم 22 مارس، 2024. اللعبة متوفرة على عدة منصات مثل بلاي ستيشن 5، ومايكروسوفت ويندوز عبر ستيم، وإكس بوكس سيريس إكس وسيريس إس، وهي تكملة للعبة دراغونز دوغما التي صدرت عام 2012.

## لعب
مثل الإصدار السابق، اللعبة عبارة عن لعبة أكشن تقمص الأدوار ذات بيئة عالمية مفتوحة ومنظور الشخص الثالث. في هذا الإصدار، سوف يأخذ اللاعب دور شخصية تدعى أرايزن ("Arisen")، وهو بطل يتميز بتنين يجب عليه هزيمته، كل ذلك أثناء استكشاف العالم الذي يعيشون فيه، والقيام بالمهام، ومحاربة الوحوش، وفي هذه العملية يتم الوقوع في فخ. صراع جيوسياسي بين مملكتين. للمساعدة في ذلك، يعتمد أرايزن على حلفاء يُطلق عليهم اسم باونز ("Pawns")، وهي شخصيات غير قابلة للعب تنضم إلى مجموعة اللاعب - يتم التحكم في هذه الشخصيات بواسطة الذكاء الاصطناعي، ولكنها تعمل مثل الصور الرمزية التي تتحكم بها، وتكون قادرة على المساعدة في المعارك، وتوفير معلومات عن الأعداء. ، وتقديم التوجيه للمهام النشطة حاليًا. يمكن لكل من اللاعبين إنشاء وتخصيص الصورة الرمزية الخاصة بهم وشخصية البيدق الخاصة بهم بأجناس ومظاهر وعرق مختلف. بالإضافة إلى ذلك، يمكن تجنيد اثنين من البيادق الإضافية التي تم إنشاؤها بواسطة لاعبين آخرين.

## تطوير
اللعبة من إخراج هيدياكي إتسونو. كان أحد الأهداف الرئيسية للفريق هو إدخال تحسينات على آليات اللعب الخاصة بسابقتها، وتضمين الميزات التي تم قطعها بسبب عدم توفر التكنولوجيا بسهولة في ذلك الوقت. ونتيجة لذلك، أضاف إيتسونو أن "الجزء الثاني قد لا يتضمن العديد من الأشياء التي تبدو جديدة أو مختلفة تمامًا، ولكنه سيكون أكثر صقلًا وتحسينًا من أجل تحقيق لعبة تقمص أدوار ومغامرة حركة أكثر غامرة للاعب". على سبيل المثال، كتب الفريق مزيدًا من الحوار للبيادق لمعالجة تعليقات اللاعبين. عالم اللعبة مستوحى من أوروبا المتوسطية في العصور الوسطى، ولا سيما صقلية بين عالم العصور الوسطى الكلاسيكية والغربية بالنسبة للمنطقة البشرية؛ منطقة القطط مستوحاة من أراضي العالم العربي المتوسطي. وفقا لمخرج اللعبة، استلهم الفريق من جراند ثفت أوتو 5 أثناء إنشاء العالم وأسلوب اللعب الناشئ.

## تقييم
على الرغم من أن اللعبة تلقت مراجعات إيجابية من موقع ميتاكريتيك، إلى أن اللاعبين انتقدوها بشدة لوجود الصفقات الصغيرة. يمكن الحصول على معظم هذه العناصر بسهولة من خلال لعب اللعبة، حيث أشار هارفي راندال من موقع بي سي غيمر إلى ذلك باعتباره قرارًا تجاريًا محيرًا من قبل كابكوم، ناشر اللعبة. بينما أشارت مراجعة موقع آي جي إن إلى أن وجودهم في لعبة اللاعب الفردي كان محبطًا لكنه لم يغير نظرتهم الإيجابية للعبة.

## وصلات خارجية
- الموقع الرسمي